# Dansk Erhverv
Dansk Erhverv er en af Danmarks største erhvervs- og arbejdsgiverorganisationer og repræsenterer et bredt udsnit af virksomheder og brancheforeninger.

## Formål
Som arbejdsgiverorganisation forhandler Dansk Erhverv en lang række overenskomster på mange områder og i mange brancher. Dansk Erhverv er medlem af Dansk Arbejdsgiverforening (DA).
Som erhvervsorganisation arbejder Dansk Erhverv på at sikre optimale konkurrencevilkår for dansk erhvervsliv. Det indebærer politisk interessevaretagelse i forhold til Folketinget, EU, kommuner og regioner.
Dansk Erhvervs formand er Jens Mathiesen . Pr. 22. juni 2018 er Brian Mikkelsen udnævnt til administrerende direktør for Dansk Erhverv.
Dansk Erhverv ejer og havde til huse i kong Christian den Fjerdes Børsbygning på Slotsholmen indtil den brændte d. 16 april 2024. Desuden har organisationen kontorer i nabobygningen Tietgenhus, såvel som et Aarhus-kontor og et kontor i Bruxelles.

## Historie
Dansk Erhverv blev dannet med virkning fra 1. januar 2007 ved en fusion af Dansk Handel & Service og det tidligere Handelskammeret, HTSI.
Traditionelt har organisationens tyngde ligget inden for servicesektoren, eksempelvis detail- og engroshandel, transportsektoren, rådgivningsvirksomheder, turisme og hospitality services og så fremdeles. I stigende grad har Dansk Erhverv dog udvidet medlemsbasen og fremstår i dag som repræsentant for erhvervslivet i bred forstand.
Den første adm. direktør var Lars Krobæk. Han blev 1. april 2008 afløst af Jens Klarskov, der var Dansk Erhvervs adm. direktør indtil 20. juni 2018. Brian Mikkelsen er pr. 22. juni 2018 udnævnt til adm. direktør.